# Hexatoma (Eriocera) ferax
Hexatoma (Eriocera) ferax is een tweevleugelige uit de familie steltmuggen (Limoniidae). De soort komt voor in het Neotropisch gebied.